# Trout Lake, Ontario
Trout Lake är en sjö i Kanada.   Den ligger i Nipissing District och provinsen Ontario, i den sydöstra delen av landet, 300 km väster om huvudstaden Ottawa. Trout Lake ligger 201 meter över havet. Arean är 19,8 kvadratkilometer. Den sträcker sig 4,2 kilometer i nord-sydlig riktning, och 13,9 kilometer i öst-västlig riktning.
I omgivningarna runt Trout Lake växer i huvudsak blandskog. Runt Trout Lake är det ganska glesbefolkat, med 23 invånare per kvadratkilometer.